# Goodenia hassallii
Goodenia hassallii är en tvåhjärtbladig växtart som beskrevs av Ferdinand von Mueller. Goodenia hassallii ingår i släktet Goodenia och familjen Goodeniaceae. Inga underarter finns listade i Catalogue of Life.